# Ciudad Nicolás Romero
Ciudad Nicolás Romero ist eine Stadt in Mexiko. Sie ist der Hauptsitz der Municipio Nicolás Romero im Bundesstaat México. Sie liegt 58 km von der Stadt Toluca de Lerdo, der Hauptstadt des Bundesstaates, entfernt und liegt im nord-zentralen Teil des Staates, gleich nordwestlich des Bundesdistrikts Mexiko-Stadt. Die Stadt ist damit Teil des Zona Metropolitana del Valle de México.

## Geschichte
Das Gebiet wurde von den Otomi besiedelt und von den Azteken nach der Eroberung durch diese Azcapotzaltongo ("zwischen den Ameisenhügeln" in Náhuatl) genannt. Während der Kolonialzeit war es unter dem Namen San Pedro Azcapotzaltongo bekannt. Von 1821 bis 1898, als der heutige Name angenommen wurde, hieß er dann Monte Bajo. Der Stadt trägt den aktuellen Namen zu Ehren von Nicolás Romero, der während des Reformkrieges und der französischen Intervention in Mexiko für Benito Juárez kämpfte. Er wurde dort von den Franzosen hingerichtet. Im Jahr 1898 wurde der Sitz in "Villa Nicolás Romero" umbenannt, nachdem er den Status einer Stadt erhalten hatte. Im Jahr 1998 wurde der Ort zur Stadt erhoben und ihr heutiger offizieller Name lautet Ciudad Nicolás Romero. Sowohl die Gemeinde als auch die Stadt sind allgemein als Nicolás Romero bekannt.

## Wirtschaft
Die Industrialisierung begann hier in der Mitte des 19. Jahrhunderts mit Fabriken wie den Textilfabriken "Molino Viejo" (heute La Colmena), "Rio Grande" und "San Ildefonso" sowie dem Garnhersteller Barrón, die alle noch immer in Betrieb sind. Diese setzte sich auch im 20. Jahrhundert mit Papierprodukten und anderen Produktionsarten fort.  